# 107074 Ansonsylva
107074 Ansonsylva è un asteroide della fascia principale. Scoperto nel 2001, presenta un'orbita caratterizzata da un semiasse maggiore pari a 2,1714641 UA e da un'eccentricità di 0,1259901, inclinata di 2,45555° rispetto all'eclittica.